# Eucalanus longiceps
Eucalanus longiceps är en kräftdjursart som beskrevs av Matthews 1925. Eucalanus longiceps ingår i släktet Eucalanus och familjen Eucalanidae. Inga underarter finns listade i Catalogue of Life.